# Canal de San Bartolomé
El Canal de San Bartolomé (en francés: Canal de Saint Barthélemy) es el nombre que recibe un estrecho en el mar Caribe y en las Antillas Menores que separa la colectividad de ultramar francesa de San Bartolomé y la isla de San Martín, que se divide entre una colectividad de ultramar francesa autónoma y Sint Maarten, un país constituyente del Reino de los Países Bajos. La frontera marítima entre San Bartolomé (Saint Barthélemy) y Sint Maarten atraviesa el referido canal.